# Samson Tijani
Samson Okikiola Tijani (* 17. Mai 2002) ist ein nigerianischer Fußballspieler. Aktuell steht er beim FK Dukla Prag unter Vertrag.

## Karriere

### Verein
Tijani spielte zunächst beim Collins Edwin SC. Zur Saison 2020/21 wechselte er nach Österreich zum FC Red Bull Salzburg, bei dem er einen bis Juni 2025 laufenden Vertrag erhielt. Zunächst wurde er allerdings direkt an den Ligakonkurrenten TSV Hartberg verliehen.
Im September 2020 debütierte er in der Bundesliga, als er am ersten Spieltag jener Saison gegen den SCR Altach in der Startelf stand. Bis zum Ende der Leihe absolvierte Tijani 14 Bundesligapartien für die Steirer. Nach dem Ende der Leihe kehrte er zur Saison 2021/22 nach Salzburg zurück, wo er allerdings in den Kader des zweitklassigen Farmteams FC Liefering eingegliedert wurde.
Am 6. Februar 2022 debütierte er im Cupviertelfinale gegen LASK für den FC Red Bull Salzburg, als er in der 89. Minute für Nicolás Capaldo eingewechselt wurde. Bis Saisonende kam er in fünf Pflichtspielen für Salzburg zum Einsatz und holte mit dem Verein das Double. Die Saison 2022/23 verpasste er komplett durch einen Wadenbeinbruch. Nach seiner Genesung wurde er im August 2023 an den Ligakonkurrenten Wolfsberger AC verliehen. Während der Leihe kam er zu 27 Bundesligaeinsätzen für Wolfsberg.
Zur Saison 2024/25 kehrte er zunächst nach Salzburg zurück, ehe er im September 2024 nach Norwegen an den Fredrikstad FK verliehen wurde. Während der Leihe spielte er dreimal in der Eliteserien. Im Januar 2025 kehrte er nach dem Ende der Leihe nach Salzburg zurück, wo er aber nicht mehr zum Bundesligakader zählte.
Nach dem Ende seines Vertrags in Österreich wechselte Tijani zur Saison 2025/26 nach Tschechien zum FK Dukla Prag.

### Nationalmannschaft
Tijani nahm 2019 mit der nigerianischen U-17-Auswahl am Afrika-Cup teil. Mit Nigeria beendete er das Turnier als Vierter und qualifizierte sich so für die WM im selben Jahr. Beim Afrika-Cup führte er das Team in der Gruppenphase als Kapitän aufs Feld und absolvierte alle fünf Spiele seines Landes. Auch für die WM wurde er in Nigerias Kader berufen, bei der im Achtelfinale gegen die Niederlande Endstation war. Tijani war in allen vier Spielen Nigerias Kapitän und erzielte auch zwei Tore.
Im Oktober 2020 debütierte er in einem Testspiel gegen Algerien für die A-Nationalmannschaft.

## Erfolge
- Österreichischer Meister: 2022, 2023
- Österreichischer Cupsieger: 2022